# Teresa del Conde
Teresa del Conde Pontones (Ciudad de México, 12 de enero de 1938-ibídem, 16 de febrero de 2017) fue una académica e historiadora/crítica de arte mexicana. Egresada de la Universidad Nacional Autónoma de México (UNAM), perteneció al Instituto de Investigaciones Estéticas y al personal docente de la División de Estudios de Posgrado de la Facultad de Filosofía y Letras, ambos de esa universidad. Fue columnista de opinión de arte en el periódico La Jornada. Alcanzó el rango de Investigadora Nacional Nivel III, en el Sistema Nacional de Investigadores (SNI). Fue también miembro de número de la Academia de Artes e integrante de la Asociación Internacional para el Estudio de la Psicopatología de la Expresión y del Comité Internacional de Historia del Arte.

## Datos biográficos

### Primeros años y antecedentes familiares
Hija de un pionero de la radiodifusión en México como técnico de la radioemisora XEW-AM, colaborador de Emilio Azcárraga Vidaurreta. Desde 1936, su propia emisora, XEN Radio Mundial, se caracterizó por ser una difusora comercial cuyo programa, al igual que el de la XELA-AM, principal emisora de esta competencia con quien siempre existieron estrechos vínculos, difundía únicamente música clásica. En ese ámbito cultural, transcurrieron sus primeros años y los de sus hermanos Salvador y Guillermo, ambos fallecidos prematuramente, el primero por muerte accidental en la Ciudad de México y el segundo por causas naturales en Birmingham, Inglaterra.

### Primeros estudios
Inició sus estudios en un colegio particular bilingüe y, terminada la escuela elemental, se le inscribió en el Sacre Coeur, el distinguido colegio para niñas y jovencitas con sede en varias capitales del mundo, donde cursó el bachillerato. En México dicha institución obedecía en ese tiempo a la denominación de Instituto Femenino Mexicano. Reconoció la buena formación académica y sobre todo la disciplina allí recibida, si bien se apartó radicalmente de la ideología religiosa y filosófica que privaba en la Institución. Como la mayoría de los estudiantes de su generación, su formación universitaria abarcó estudios de materialismo histórico, a tiempo que inició y prosiguió con tenacidad sus estudios acerca de las teorías freudianas (véase psicoanálisis).

### Cursos y estancias
Después de una breve estancia en Italia, donde Teresa del Conde cursó psicopatología y psicología del arte, regresó a la Facultad de Filosofía y Letras. Cursó la licenciatura, maestría en historia del arte y doctorado en Historia de las ideas. Fue docente adjunta en la propia Facultad de Filosofía y Letras (Universidad Nacional Autónoma de México) desde 1975, ingresó por concurso abierto al Instituto de Investigaciones Estéticas (Universidad Nacional Autónoma de México) en 1976.

### Becas
En 1982, obtuvo beca de la John Simon Guggenheim Memorial Foundation con el proyecto de su libro Las ideas estéticas de Freud (véase Sigmund Freud) que cuenta con dos ediciones y varias reimpresiones. Posteriormente habría de obtener una Beca Rockefeller para una estancia en Bellagio, Italia, donde afinó y congregó sus investigaciones sobre la pintora Frida Kahlo. Es considerada una de las principales investigadoras a nivel internacional acerca de este personaje emblemático.

### Nombramientos y cargos
En 1981, fue nominada directora de Artes Plásticas del Instituto Nacional de Bellas Artes (INBA) durante la gestión, como director del mismo, de Javier Barros Valero, quien reunió en ese tiempo a distinguidas personalidades de la cultura nacional, como el escritor Arturo Azuela, los poetas Jaime Labastida y Víctor Sandoval y el escritor Sergio Pitol. Al término de ese período, en 1988 regresó al Instituto de Investigaciones Estéticas, donde permaneció hasta 1991, cuando ocupó la titularidad del Museo de Arte Moderno de México, para el que recuperó un relieve que se había desleído considerablemente a partir de la renuncia al mismo de Fernando Gamboa. Del Conde consideraba que debía al distinguido museógrafo y promotor un aliento considerable en sus desempeños públicos, ya que fue dicha persona la primera en concederle iniciación en su larga carrera como conferencista y panelista. Ocupó la titularidad del Museo de Arte Moderno de México por mayor tiempo que cualquiera de sus antecesores y sucesores, pues su gestión se prolongó hasta el 2001.

### La Jornada
En 1984, se fundó el periódico La Jornada, cuyo primer director fue Carlos Payán. Teresa del Conde, para entonces autora de varios libros y colaboradora en el Suplemento Cultural del periódico Uno más uno, dirigido entonces por Huberto Batis, pasó, con la anuencia de Payán, a formar parte al año siguiente del equipo de periodistas de opinión con espacio fijo en ese diario. Sus participaciones semanales continuaron hasta su muerte. Ella afirmaba que, junto a sus libros, el trabajo en el diario le había conferido “voz” no sólo de difusión, sino como figura del ámbito artístico y cultural mexicano. Igualmente, colaboró durante mucho tiempo con la revista Vuelta, cuando la dirigió Octavio Paz, y también en los canales culturales de la televisión mexicana: Canal Once y Canal 22), así como ocasionalmente en la BBC de Londres.

### Sus maestros
Manifestaba guardar vivo recuerdo e influencia de varios de sus maestros. En México, Justino Fernández, Xavier Moyssén y el historiador y crítico de arte Jorge Alberto Manrique Castañeda. Fue discípula y corresponsal de sir Ernst Gombrich, a quien visitaba casi anualmente en Briardale Gardens, barrio londinense de Hampstead, Londres. Al morir Gombrich el 3 de noviembre del 2001, del Conde escribió una sentida semblanza publicada en los Anales del Instituto de Investigaciones Estéticas. Guardó intacta su correspondencia con sir Ernst Gombrich, y esperaba poder traducirla y publicarla en el momento en el que le fuese posible conseguir el permiso autoral de sus descendientes.

### Vida familiar
En 1961, contrajo matrimonio con Guillermo Corona Uhink, psiquiatra de profesión. Procrearon cinco hijos: Carmen, Tessa, Guillermo, Laura y José Mario. Este último falleció recién nacido. Salvo Tessa, que radica en California, Estados Unidos, los demás son ciudadanos mexicanos y viven en México.

### Fallecimiento
Falleció el 16 de febrero del 2017 en la Ciudad de México, a causa de infarto cerebral.

## Estudios
- Licenciatura en psicología. UNAM, 1958-1962 (no titulada)
- Psicopatología. Universidad de Roma "La Sapienza". Roma. Beca del gobierno italiano.
- Licenciatura en historia 1971-1974 con tesis sobre Julio Ruelas.
- Maestría en historia del arte 1976-1979, con la tesis Un pintor mexicano y su tiempo.
- Beca de la John Simon Guggenheim Memorial Foundation 1984.
- Doctorado en historia, obtenido el 18 de septiembre de 1986, con el trabajo Las ideas estéticas de Freud.[6]
- Curso Ernst Gombrich Institute, Londres, 1987.
- Beca Estancia Rockefeller (Bellagio, Italia) 2004.

## Premios
- Distinción UAM (Universidad Autónoma Metropolitana) a investigadores relevantes, 1993.
- Art Libraries Society of North America
- Premio George Wittenborn[7] (edición) Remedios Varo 1994. Por texto y diseño de libro-catálogo.
- Premio Nacional de Crítica de Arte “Luis Cardoza y Aragón” 2002, otorgado por la Dirección de Literatura del INBA y el Gobierno del Estado de Nuevo León.
- Homenaje del Instituto Nacional de Bellas Artes. Entrega de Medalla de Oro. 3 de julio de 2008.
- Miembro de número de la Academia de Artes
- Premio Universidad Nacional Autónoma de México (UNAM) 2010
- Reconocimiento Sor Juana Inés de la Cruz, por su contribución sobresaliente al cumplimiento de los altos fines universitarios. 9 de marzo de 2015.

## Publicaciones

### Autora única
- Julio Ruelas, UNAM, IIE, 1976.
- Frida Kahlo. Secretaría de la Presidencia de la República, 1976.
- Un pintor mexicano y su tiempo. La Ruptura  UNAM, IIE, 1979.
- José Clemente Orozco, Antología Crítica. UNAM, IIE, 1979.
- Francisco Toledo. SEP, 1980.
- Juan Soriano. INBA SEP 1981. (Con prólogo de Carlos Fuentes).
- Las ideas estéticas de Freud. Editorial Grijalbo, 1.ª ed. 1987,  reimpresión 1988, 2.ª ed. Corregida 1993 3.ª, reimpresión 1999.
- Una mujer en el arte mexicano: memorias de Inés Amor En colaboración con Jorge Alberto Manrique. Instituto de Investigaciones Estéticas (Universidad Nacional Autónoma de México), 1987.
- Sebastián. Un ensayo de estética. SECTUR, 1990.
- Mucho Sol. (sobre  Manuel Álvarez Bravo). FCE. Col. Río de Luz, 1989. Reedición por Instituto Valenciano de Arte Moderno, Valencia, España, 1991.
- Tres maestros: Tamayo, Motherwell, Bacon.  Grijalbo y UNAM, 1992.
- Cartas absurdas Un diálogo con Jorge Alberto Manrique. Editorial Azabache, 1993.
- Frida Kahlo. La pintora y el mito. Ia. Ed. UNAM IIE, 1993, 2.ª. Ed. Plaza y Janés 2001, 6 reimpresiones. 2.ª. Ed. Corregida y actualizada. Plaza & Janés, 2004. 3.ª. Ed. Random House, Mondadori, actualizada 2006.
- Tamayo. Little, Brown and Company New York, 1996.
- ¿Es arte?, ¿no es arte?. Museo de Arte Moderno de México, INBA, 1998.
- Historia mínima del arte mexicano del s. XX.  Museo de Arte Moderno de México, INBA, 1999.
- Sueños, memorias y asociaciones. A 100 años de La interpretación de los sueños de Sigmund Freud, Fondo de Cultura Económica, 2000.
- Diálogos simulados. Luis Cardoza y Aragón y la crítica de arte. CONACULTA, Dir. Gral de Publicaciones, 2001.
- Arte y Psique. Plaza & Janés, 2002.
- Una visita guiada. Breve historia del arte mexicano del s. XX. Random House, Mondadori, 2003.
- Voces de artistas.  Dirección General de publicaciones CONACULTA, 2005.
- Freud y la Psicología del Arte. Random House, Mondadori, col. “De bolsillo”, 2006.
- El Viaje a la Montaña. Un Ensayo Crónica. Dirección general de publicaciones CONACULTA, 2006. Col Serie Bermeja.
- Frida Kahlo. Una mirada crítica. Editorial Planeta, 2007. Compartido con ensayo de Miriam Moscona.
- José Luis Cuevas. (compartido con ensayo de Luis Ríus Caso). CONACULTA INBA. Espejo de Obsidiana editores, 2008.
- Derroteros. Manuel Felguérez. CONACULTA. Dirección General de Publicaciones, 2009.
- Las escalas de Tamayo. Cartón y papel de México, 2011.
- Textos dispares: Ensayo sobre arte mexicano del siglo XX. Siglo XXI Editores, Instituto de Investigaciones Estéticas, U.N.A.M.. México, 2014.

### Varios autores
Autora de ensayos o capítulos independientes en publicaciones de varios autores. (Selección).
- Prólogo a El pájaro azul de  Maurice Maeterlinck. Librería Porrúa S.A. Col Sepan Cuantos num 324., 1977.
- Instant Sensibilities en México Today. A New View.  Houston, 1987.
- A Nostalgic Melancholy. En  María Izquierdo. Mexican Fine Art Center Museum,[8] Chicago. Curaduría de la exposición por Luis Martín Lozano, 1996.
- Latin American Art of the XX Century. Phaidon Press, Londres, 1998. Mismo libro en trad. al castellano por Editorial Nerea, España, 1999.
- Sigmund Freud Coleccionista. Los otros autores son Peter Gay, Michael Molnar, Lydua Martinelli. Mandato Antiguo Colegio de San Ildefonso y Casa Museo Freud (Londres). Nota curatorial por Sergio Manuel Rivera. UNAM, CONACULTA, Gobierno del Distrito Federal, 2000.
- Imágenes del cuerpo. Fondo de Cultura Económica, 1.ª ed. 1998 2.ª ed. 2001. Coordinación editorial de Héctor Pérez Rincón.
- Medicina y fotografía (sobre fotografía). Secretaría de Salud (México), 2004.
- Los “look”  de Frida Kahlo. En el libro El ropero de Frida Kahlo Para Foro Universal de las Culturas, 2007.
- Querido doctorcito. (Frida Kahlo y Leo Eloesser). Banco de México. Fiduciario del fideicomiso Rivera-Kahlo. DGE Ediciones, 2007 (edición bilingüe). Los otros ensayos por Carlos Monsiváis, Juan Pascoe y Arnaldo Kraus.
- Los ubicuos perfiles modernistas. Arte norteamericano del siglo pasado. En Modernismo norteamericano. Walker Art Center[9] y Museo de Arte Moderno de San Francisco. Museo Dolores Olmedo Patiño, 2007.
- Magritte. ¿Analogías?. En El mundo invisible de René Magritte. Ludion ed.. y Vitgeber Editeur Publisher. Palacio de Bellas Artes (Ciudad de México), CONACULTA, 2010.
- Pierre Soulages desde México. En Pierre Soulages. Coord. Alfred Pacquement y Pierre Entrevé. Gobierno del Distrito Federal y Embajada de Francia en México, 2010.
- La Revista Moderna. Julio Ruelas. En El arte en tiempos de cambio. 1910.2010. Coordinación Hugo Arciniega, Louise Noelle Gras, Fausto Ramírez. Instituto de Investigaciones Estéticas (Universidad Nacional Autónoma de México), 2012.
- Sergio Hernández (artista) El trazo, los grafitti y el recuerdo. En Sergio Hernández (artista). Oaxaca de Juárez. Historia 20/10 Secretaría de Relaciones Exteriores (México) y Gobierno del Estado de Oaxaca. 2012. Coordinación G.M. Editores.
- Javier Cruz. Una reflexión. En Javier Cruz. La vida es sueño. Galería Casa Lamm y Grupo Pegasso Editores, 2013.
- La inesperada extrañeza (pintura y teorías de Ignacio Salazar Arroyo). En Ignacio Salazar. Inesperada extrañeza. Museo de Arte Contemporáneo de Monterrey y Fondo Nacional para la Cultura y las Artes, 2013. Los otros dos ensayos son de Manuel Felguérez y Elia Espinoza.
- James y Lucia Joyce, Beckett, Jung y él Wake. (Sobre Finnegans Wake y posible influjo de lenguaje esquizofrénico. Categoría Ensayo Arbitrado. ANALES;  del Instituto de Investigaciones Estéticas (Universidad Nacional Autónoma de México), 2013.
- La religión del arte: Cruce de recuerdos. En Héctor Aguilar Camín, Roger Bartra, Teresa del Conde, Elena Poniatowska, et. al. en Octavio Paz Semblanzas, Territorios y Dominios. México 2015, Fundación Iberoamericana para el Arte y la Cultura A.C. (FIAC). Coordinación Arturo Saucedo
- Pintores abstractos en Yucatán. En Teresa del Conde, Jorge Alberto Manrique y Jorge Roy Sobrino en Diez pintores abstractos en Yucatán. edición bilingüe, México 2015, Gobierno del Estado de Yucatán y CONACULTA.